# Leichtathletik-Weltmeisterschaften 2017/Teilnehmer (Rumänien)
| Gelbes Symbol für Goldmedaillen mit stilisierten Olympischen Ringen | Graues Symbol für Silbermedaillen mit stilisierten Olympischen Ringen | Braundes Symbol für Bronzemedaillen mit stilisierten Olympischen Ringen |
| ------------------------------------------------------------------- | --------------------------------------------------------------------- | ----------------------------------------------------------------------- |
| —                                                                   | —                                                                     | —                                                                       |

Von Rumänien wurden zehn Athletinnen und fünf Athleten für die Leichtathletik-Weltmeisterschaften 2017 in London nominiert. Davon hatten sich zwölf direkt qualifiziert, drei erhielten eine Einladung der IAAF: Alexandru Novac, Angela Moroșanu und Bianca Perie-Gheleber.

## Ergebnisse

### Frauen

#### Laufdisziplinen
| Athletin         | Disziplin   | Vorlauf     | Vorlauf | Halbfinale         | Halbfinale         | Finale             | Finale             |
| Athletin         | Disziplin   | Zeit        | Platz   | Zeit               | Platz              | Zeit               | Platz              |
| ---------------- | ----------- | ----------- | ------- | ------------------ | ------------------ | ------------------ | ------------------ |
| Bianca Răzor     | 400 m       | 51,64 s     | 15      | 52,09 s            | 18                 | nicht qualifiziert | nicht qualifiziert |
| Claudia Bobocea  | 1500 m      | 4:11,20 min | 35      | nicht qualifiziert | nicht qualifiziert | nicht qualifiziert | nicht qualifiziert |
| Andreea Arsine   | 20 km Gehen |             |         |                    |                    | 1:33:46 h PB       | 31                 |
| Ana Rodean       | 20 km Gehen |             |         |                    |                    | 1:34:50 h SB       | 34                 |
| Liliana Dragomir | Marathon    |             |         |                    |                    | 2:53:30 h          | 67                 |
| Paula Todoran    | Marathon    |             |         |                    |                    | DNF                | DNF                |

#### Sprung/Wurf
| Athletin             | Disziplin  | Qualifikation | Qualifikation | Finale             | Finale             |
| Athletin             | Disziplin  | Weite         | Platz         | Weite              | Platz              |
| -------------------- | ---------- | ------------- | ------------- | ------------------ | ------------------ |
| Angela Moroșanu      | Weitsprung | 5,92 m        | 27            | nicht qualifiziert | nicht qualifiziert |
| Alina Rotaru         | Weitsprung | 6,50 m        | 10            | 6,46 m             | 12                 |
| Elena Panțuroiu      | Dreisprung | 14,02 m       | 14            | nicht qualifiziert | nicht qualifiziert |
| Bianca Perie-Ghelber | Hammerwurf | 65,07 m       | 24            | nicht qualifiziert | nicht qualifiziert |

### Männer

#### Laufdisziplinen
| Athlet             | Disziplin   | Vorlauf | Vorlauf | Halbfinale | Halbfinale | Finale       | Finale |
| Athlet             | Disziplin   | Zeit    | Platz   | Zeit       | Platz      | Zeit         | Platz  |
| ------------------ | ----------- | ------- | ------- | ---------- | ---------- | ------------ | ------ |
| Narcis Mihăilă     | 50 km Gehen |         |         |            |            | 4:02:27 h SB | 31     |
| Florin Alin Știrbu | 50 km Gehen |         |         |            |            | DSQ          | DSQ    |
| Marius Ionescu     | Marathon    |         |         |            |            | DNF          | DNF    |

#### Sprung/Wurf
| Athlet          | Disziplin   | Qualifikation | Qualifikation | Finale             | Finale             |
| Athlet          | Disziplin   | Weite         | Platz         | Weite              | Platz              |
| --------------- | ----------- | ------------- | ------------- | ------------------ | ------------------ |
| Andrei Gag      | Kugelstoßen | 20,61 m SB    | 11            | 19,96 m            | 12                 |
| Alexandru Novac | Speerwurf   | 74,67 m       | 29            | nicht qualifiziert | nicht qualifiziert |